# Вилијам Мичел Ремзи
Вилијам Мичел Ремзи (енгл. Sir William Mitchell Ramsay; 1851—1939) шкотски археолог и просветитељ, историчар протестантске цркве, истраживач Новог завета.

## Биографија
Ремзи је студирао класичне старине на универзитетима Абердин, Оксфорд и Готинген. 1885-86. 1885-86. Имао је прво професорско место за класичну археологију на Оксфорду (Линколн професор класичне археологије и уметности), од 1886. до 1911. био је Региус професор хуманости на Универзитету у Абердену.
Почев од 1880. путовао је много по Малој Азији и на Медитерану, проучавајући споменике и топографију древних градова. Његова сврха је била да разјасни поузданост порука Јеванђелисте Луке (којег је сматрао великим историчаром) у „Делима светих апостола“ о мисионарским путовањима апостола Павла. У почетку скептичан, „постепено се уверио да овај наратив у разним детаљима открива запањујућу истину“, да одражава историјску стварност.
Најпознатији налаз Ремзија повезан је са доказом стварности постојања епископа Аверкија од Хијераполиса.
Своје закључке изнео је у
- Црква у Римском царству (Црква Римског царства до 17. н. Е. - Лондон, 1893)
- Градови и епископија Фригије (Оксфорд, 2 свеска, 1895, 1897)
- Свети Павле, путник и римски грађанин (Лондон, 1896)
- Посланице седам азијских цркава (Писма седам азијских цркава , 1905)

Такође је написао:
- Поглавља из историје Мале Азије (1924)
- Азијски елементи на грчкој цивилизацији (1927)